# Крістін Стормер Стейра
Крістін Стормер Стейра (норв. Kristin Størmer Steira, нар. 30 квітня 1981) - норвезька лижниця, олімпійська чемпіонка, чемпіонка світу.
Золоту олімпійську медаль і звання олімпійського чемпіона Крістін Стормер Стейра здобула на Олімпіаді у Ванкувері в складі переможної норвезької жіночої естафетної збірної. В індивідуальних змаганнях Туринської Олімпіади Стейра фінішувала четвертою на трьох дистанціях. У Ванкувері вона ще раз фінішувала четвертою.
Золоту медаль чемпіонки світу Стормер Стейра також отримала в естафеті, всього в неї шість медалей з чемпіонатів світу (станом на літо 2010).